# Asahan
Asahan (indonesiano: Sungai Asahan) è un fiume dell'Indonesia che scorre sull'isola di Sumatra, lungo circa 150 km. Nasce dal Lago Toba, scorre in direzione nord-est per sfociare infine nello Stretto di Malacca, creando un estuario. Nel suo corso superiore scorre attraverso la profonda valle dei monti Barisan. La città di Tanjung Balai si trova nei pressi dell'estuario.